# Szégyen
A szégyen kellemetlen önmagunkra reflektáló érzelem, ami tipikusan az önvaló negatív értékelésével párosul; motiváció elvesztésével; stresszérzéssel, sebezhetőséggel, bizalmatlansággal és értéktelenséggel. 

## Definíció
A szégyen egy diszkrét, alapvető érzelem, amelyet morális vagy szociális érzelemként is leírhatunk, amely arra veszi rá az embereket, hogy megtagadják rossz cselekedeteiket. A szégyen fókusza a szelfen vagy az egyénen van egy hallgatóság ellenében. Az empirikus kutatás megmutatja, hogy diszfunkcionális, az egyéni és a csoportszinten.  A szégyent a negatív önértékeléssel járó kellemetlen érzésként is le lehet írni. A szégyen fájdalmas érzelem lehet, ahogyan az egyén "cselekedeteit, az egyén mércéivel" hasonlítja össze. Fakadhat ez az egyén állapotát egy ideális állapottal történő összehasonlítás kapcsán is. 
"Szégyellni" egyaránt jelenti, hogy nem kommunikálunk a szégyen állapotáról a másik emberrel. Azok a viselkedésformák amelyek "feltárnak" vagy "kitárnak" másokat néhány esetben szégyent okoznak a másik ember számára. A szégyenérzés viszont azt okozza, hogy az elszenvedője nem sért meg másokat. A szégyenérzéssel a szégyentelenség olyan viszonyban van, mint a büszkeséggel a hübrisz.

## Azonosítás és önértékelés
A 19. századi tudós, Charles Darwin úgy írta le a szégyent, mint az elpirulás, elmezavar, lesütött szemek, elhagyott testtartás, lesütött fej; Darwin arra jutott, hogy ezek az attribútumok hasonlóan jelennek meg a szégyennel kapcsolatban világszerte, ahogyan ezt az "Érzelmek kifejeződése az emberbe és állatokban" című munkájában leírja. Darwin melegséget is említ az arc elpirulásával, amely több szégyenérzetet okoz. Általánosságban a sírás cselekedete is kapcsolódik a szégyenhez.
Amikor az emberek szégyellik magukat, az értelmezésük fókusza a szelfen vagy az identitáson van. A szégyen egy önbüntető mechanizmus miután valami rosszul sül el. A tanulmányok azt mutatják, hogy a szégyen akkor jelenik meg amikor szégyellő ember a teljes szelfjét értéktelennek, erőtlennek és kicsinek érzi. A szégyen által az önérzés stigmatizált, nem fairen kezelt, a szülők által visszautasított, és ez nincs tekintettel az egyén saját tapasztalatára vagy tudatára. Az egyén, aki a szégyen állapotában van, a szégyent a környezet áldozataként éli meg, és a szégyen külsőleg társul mások viselkedése által a saját tapasztalat vagy tudatosság figyelembevétele nélkül. 
A szégyenérzet olyan érzelem amelyiket lelkiismeret-furdalásként is megélünk. de a tudatosság a "szégyenállapotot" központi mérgező szégyenként írja le. (Lewis, 1971; Tangney, 1998). A szégyellő ember talán nem azonosítja az érzelmét szégyenként, kapcsolat van a szégyen és a tagadás között is.  " A A megvetés kulcsérzelem a szégyen minden formájában. (Miller, 1984; Tomkins, 1967) A két birodalom amiben a szégyen kifejezésre jut az "egyén tudatossága rossz" és a "a szelf nem megfelelő". Az emberek negatív feldolgozási mechanizmusokat táplálnak a "szégyellnivaló" dolgokkal kapcsolatban. A szégyen megjelenhet a megaláztatás, hűtlenség, hálátlanság, megszégyenítés miatt is.
A szégyen és az értéktelenség és a kapcsolatuk hasonló kultúrák között, és arra hívja fel a kutatók figyelmét, hogy van egy egységes emberi pszichológiája a kulturális értékelésnek és az értéktelenségnek. 

## A szégyen szociológiai értelmezése
A szégyen a magasabb szintű kognitív érzelmek csoportjába tartozó érzelem, vagyis ellentétben az alap- vagy kultúraspecifikus érzelmekkel – például a félelemmel -, csakis társas viszonylatokban léphet fel (míg félelmet bármi, szégyenérzést csak a társak általi vélt vagy valós el nem fogadás okozhat az egyén számára). Társas természeténél fogva tehát nemcsak a szégyen pszichológiai vagy a szociálpszichológiai, hanem a szociológia értelmezéseire is irányultak és irányulnak törekvések. Ezekről az értelmezési kísérletekről Thomas J. Scheff nyújt áttekintést Shame and the Social Bond: A Sociological Theory című tanulmányában.
Georg Simmel említi először a divattal kapcsolatos értekezései között a szégyent. A német szociológus, filozófus szerint az emberek arra törekszenek, hogy különbözzenek egymástól, ugyanakkor szégyenkeznek is a megjelenés és a viselkedésbeli különbözőségek miatt. Az ambivalencia feloldására a divat követése jelent megoldást: a divatot követése által lehetővé válik ugyanis az egyén számára a konformitás megélése és egyúttal a divatot nem követőktől való elhatárolódás által a többségtől való különbözőség kinyilvánítása is.
Norbert Elias a Civilizáció folyamatában című könyvében említi a szégyent, melyben a modernséghez vezető utat az elmúlt öt évszázad tanácsadó könyvei alapján vizsgálta, és a racionalitás térnyerésén túl az érzelmek, kivált a szégyen szerepének változásait hangsúlyozta. Az asztali etikett, a testfunkciók, a szexualitás és a düh történeti átalakulásai alapján a modernitás kulcsaspektusaként a szégyenszint eltolódását mutatta ki. A szerző szerint a késő tizenhetedik, kora tizennyolcadik századtól kezdve az illendőség fogalma az életvilág egyre több szeletében megjelenik: a szégyen kiteljesedésével a ki nem mondhatóság egyre szélesebb tartományokat ölel fel, a társadalmi differenciálódás és egymásra utaltság lemondásokat igénylő kényszerével párhuzamosan. Elias meg is jegyezte a fő művével kapcsolatban, hogy elemzésében a szégyen alakítja a központi szerepet. A Németek című írásában – melyben a német francia háborúk okai között a németek fel nem ismert megalázottság-érzetét és ebből fakadó revans vágyát említi – több százszor nevesíti a szégyent. 
Richard Sennett résztvevő megfigyelésekre (iskolák, bárok, klubok) és százötven fehérgalléros bostoni, többnyire zsidó és olasz hátterű férfivel készült interjúkra alapozta a szégyennel kapcsolatos elképzeléseit. A szerző szerint az amerikai társadalom individuális, a tömegből egyediségével kitűnő embert értékeli, ugyanakkor a munkásosztálybeli fiúk az iskolában mégsem kamatoztathatják képességeiket. A tanárok ugyanis a középosztálybeli (vagy ahhoz közelálló megjelenésű) diákokat kitüntetett figyelemben részesítik a sötétebb bőrű tanulók rovására, akik számára így az iskola nem tehetségük kibontakoztatásának eszköze, hanem a szégyen terepe, ahol csak az elégtelenség és elutasítás érzését tapasztalhatják meg. Így szükségszerűen a szégyen és az önmegvetés kollektív érzete jut számukra osztályrészül – lényegében interiorizálják azt, hogy foglalkozási pozíciójuk és osztályhelyzetük a saját hiányosságaik óhatatlan következménye.
Helen Lynd a Szégyen és identitás keresése című írásában megkülönbözteti a bűntudatot a szégyentől. Míg előbbi a felszínhez közeli és a tettel vagy a nem-tettel van kapcsolatban, miközben az ego erős és sértetlen, a szégyen természete más: a gyengeség és az én megsemmisülésének érzetével és az ego eltűnésének vágyával párosul.
Erwing Goffmann az Interaction Ritual című munkájában megállapítja, hogy az „arc-megmunkálás” végső soron nem más, mint a szégyen elkerülése, vagyis az „arcvesztés”, mint felszínre bukott szégyenérzet jelenik meg.
Helen Lewis kutatásai során empirikus adatokra támaszkodva, több száz pszichoterápiás ülés betű szerinti átirata alapján egyebek mellett megállapította, hogy a szégyennek két típusa létezik: az egyik a differenciálatlan szégyen, a másik az áthidaló szégyen; a differenciálatlan szégyent elszenvedők látszólag pszichés kínokat állnak ki, ám mégsem azonosítják azt, mint szégyent, az áthidaló szégyent elszenvedőket a fájdalom hiánya, ugyanakkor a mániás gyors beszéd, mint valaminek az eltávolítására való törekvés jellemzi.

## Fordítás
- Ez a szócikk részben vagy egészben  a   Shame című angol Wikipédia-szócikk ezen változatának fordításán alapul.  Az eredeti cikk szerkesztőit annak laptörténete sorolja fel. Ez a jelzés csupán a megfogalmazás eredetét és a szerzői jogokat jelzi, nem szolgál a cikkben szereplő információk forrásmegjelöléseként.